# پایپر پی‌ای-۳۲آر
پایپر پی‌ای-۳۲آر (به انگلیسی: Piper PA-32R) یک هواگرد ملخ‌پیشین تک‌موتوره از نوع شخصی،تاکسی هوایی ساخت شرکت پایپر ایرکرفت است. هواگرد پی‌آی-۳۲آر لانس نخستین پروازش را در ۳۰ اوت ۱۹۷۴ میلادی انجام داد. این هواگرد در سال ۱۹۷۵ میلادی رسماً معرفی گردید و در سال‌های ۱۹۷۵–۲۰۰۹ تولید شده‌است.